# Élections législatives de 1956 dans le Territoire de Belfort
Les élections législatives de 1956 dans le Territoire de Belfort sont des élections françaises qui ont eu lieu le 2 janvier 1956 dans le département du Territoire de Belfort dans le cadre des élections législatives françaises de 1956, sous la IVe République.
Ce sont les dernières élections législatives de la Quatrième république, après les élections de novembre 1946 et de juin 1951.

## Mode de scrutin
L'Assemblée nationale est composée de 626 sièges pourvus au scrutin proportionnel plurinominal suivant la règle de la plus forte moyenne dans le cadre départemental, sans panachage.
Le vote préférentiel est admis, en inscrivant un numéro d'ordre en face du nom d'un, de plusieurs ou de tous les candidats de la liste. Mais l'ordre ne pourra être modifié que si au moins la moitié des suffrages portés sur la liste est numéroté. Dans les faits les modifications n’ont jamais dépassé les 7%.
La loi électorale du 7 mai 1951, dite loi des apparentements, reste en vigueur. Elle permet à la base une répartition des sièges à la représentation proportionnelle dans le département, mais si des listes « apparentées » avant le déroulement du scrutin obtiennent ensemble une majorité absolue de suffrages exprimés, elles reçoivent directement tous les sièges à pourvoir.
Dans le département du Territoire de Belfort, deux députés sont à élire.

## Élus
| Député sortant      | Parti | Parti | Député élu ou réélu    | Parti | Parti |
| ------------------- | ----- | ----- | ---------------------- | ----- | ----- |
| Henri Dorey         |       | MRP   | Henri Dorey            |       | MRP   |
| Raymond Schmittlein |       | RS    | Pierre Dreyfus-Schmidt |       | UP    |

## Résultats

### Résultats à l'échelle du département
Les listes UDSR-CRAP,  se sont retirées avant le jour de vote, mais sont restées inscrite par la préfecture. 
|                | Pierre Dreyfus-Schmidt Union progressiste (PCF)                             | 17 249        | 35,22         | 1 |  |  |
|                | Henri Dorey Mouvement républicain populaire                                 | 12 219        | 24,95         | 1 |  |  |
|                | Raymond Schmittlein Républicains sociaux                                    | 10 042        | 20,51         | - |  |  |
|                | Jean-Noël Bailly Section française de l'Internationale ouvrière             | 8 921         | 18,22         | - |  |  |
|                | Georges Gontcharoff Centre d'action des gauches indépendantes (LJR)         | Liste retirée | Liste retirée | - |  |  |
|                | Max Varenne Centre républicain d'action paysanne (UDSR)                     | Liste retirée | Liste retirée | - |  |  |
|                | René Paternotte Parti républicain pour le redressement économique et social | Liste retirée | Liste retirée | - |  |  |
|                | Jean Bayet Rassemblement des groupes républicains et indépendants français  | Liste retirée | Liste retirée | - |  |  |
|                | Pierre Jaureguibarry Centre national des indépendants et paysans (ARS)      | Liste retirée | Liste retirée | - |  |  |
|                | Jean Buffard Rassemblement national français (Réforme de l'État)            | Liste retirée | Liste retirée | - |  |  |
|                |                                                                             |               |               |   |  |  |
| Inscrits       | Inscrits                                                                    | 60 280        | 100,00        | 2 |  |  |
| Abstentions    | Abstentions                                                                 | 9 754         | 16,18         |   |  |  |
| Votants        | Votants                                                                     | 50 526        | 83,82         |   |  |  |
| Blancs et nuls | Blancs et nuls                                                              | 1 556         | 3,08          |   |  |  |
| Exprimés       | Exprimés                                                                    | 48 970        | 96,92         |   |  |  |